# Katarzyna Karasińska
Katarzyna Karasińska, née le 24 novembre 1982 à Wrocław, est une skieuse alpine polonaise. Sa discipline de prédilection est le slalom.

## Biographie
Membre du club SKS Aesculap, à Jelenia Góra, elle participe à ses premières courses FIS en 1997 et de Coupe d'Europe en 1999. Dans cette compétition, elle remporte le classement du slalom en 2005, empochant son premier succès sur une manche à Leukerbad.
En décembre 2001, elle commence dans la Coupe du monde et marque ses premiers points en janvier 2005 au slalom de Santa Catarina (27e). Lors de la saison 2006-2007, elle finit quatre fois dans le top vingt dont une fois à la douzième place au slalom de Semmering. Elle est classée dans la Coupe du monde jusqu'à la saison 2008-2009.
Elle compte six sélections aux Championnats du monde, entre 2001 et 2011, enregistrant son meilleur résultat en 2005, à Bormio, où elle arrive seizième du slalom.
Elle prend part aux Jeux olympiques d'hiver de 2006, à Turin, où elle court seulement le slalom, pour finit au trentième rang.
La polonaise ajoute deux victoires à son palmarès sur les Universiades, remportant la compétition de slalom en 2007 et 2009.
Karasińska prend sa retraite sportive en 2012, où elle dispute une ultime course en Coupe du monde.

## Palmarès

### Jeux olympiques d'hiver
| Épreuve / Édition | Turin 2006 |
| Slalom            | 30e        |

### Championnats du monde
| Épreuve / Édition | Sankt Anton 2001 | Saint-Moritz 2003 | Bormio 2005 | Åre 2007 | Val d'Isère 2009 | Garmisch-Partenkirchen 2011 |
| Slalom géant      |                  |                   |             |          | 36e              | 48e                         |
| Slalom            | 24e              | 33e               | 16e         | 24e      | 23e              | 27e                         |

### Coupe du monde
- Meilleur classement général :

| Saison/Classement | Général | Général | Slalom | Slalom |
| Saison/Classement | Class.  | Points  | Class. | Points |
| ----------------- | ------- | ------- | ------ | ------ |
| 2005              | 94e     | 14      | 41e    | 14     |
| 2007              | 68e     | 88      | 22e    | 88     |
| 2008              | 109e    | 12      | 49e    | 12     |
| 2009              | 121e    | 6       | 55e    | 6      |

### Universiades
- Turin 2007 :
  -  Médaille d'or en slalom
- Harbin 2009 :
  -  Médaille d'or en slalom
  -  Médaille de bronze en slalom géant.

### Coupe d'Europe
- Première du classement de slalom en 2005.
- 5 podiums, dont 2 victoires.

### Championnats de Pologne
- 5 titres[1] :
  - Championne de slalom en 2001, 2004, 2006, 2008 et 2010.